# Les Deux Aveugles
Les Deux Aveugles er en fransk stumfilm fra 1900 af Georges Méliès.